# Гладських Євген Валерійович
Євген Валерійович Гладських (рос. Евгений Валерьевич Гладских; 24 квітня 1982, м. Магнітогорськ, СРСР) — російський хокеїст, правий нападник. Виступає за ХК «Алмати» у Казахстанський хокейній лізі. 

## Ігрова кар'єра
Вихованець хокейної школи «Металург» (Магнітогорськ). Виступав за «Металург-2» (Магнітогорськ), «Металург» (Магнітогорськ), «Авангард» (Омськ), «Атлант» (Митищі), «Торпедо» (Нижній Новгород), ХК «Саров», «Рубін» (Тюмень), «Донбас» (Донецьк). 
У складі національної збірної Росії учасник EHT 2005 і 2006.

## Досягнення
- Чемпіон Росії (2001, 2007), срібний призер (2004)
- Чемпіон ВХЛ (2011)
- Володар Кубка Шпенглера (2005)
- Володар Кубка європейських чемпіонів (2008)